# Argostemma apiculatum
Argostemma apiculatum är en måreväxtart som beskrevs av Birgitta Bremer. Argostemma apiculatum ingår i släktet Argostemma och familjen måreväxter. Inga underarter finns listade i Catalogue of Life.